# Jaskinia na Świniuszce
Jaskinia na Świniuszce (Brzęczka) – jaskinia na wzgórzu Świniuszka w pobliżu wsi Rodaki w gminie Klucze w województwie małopolskim.
Długość jaskini wynosi 127 m, a głębokość 37 m – czyni to ją ósmą co do długości jaskinią na Jurze Krakowsko-Częstochowskiej. Wejście do niej położone jest na wysokości około 450 m n.p.m.
Wejście do jaskini umożliwia pionowa ciasna szczelina. Głębiej znajduje się salka, a pod nią jeszcze dwie głębsze studnie, które głębiej się ze sobą łączą (na poziomie –13 m). Głębiej (28 i 37 metrów pod powierzchnią ziemi) znajdują się tym razem niezależne od siebie dwa ciągi, osiągające dno jaskini.
W 1972 r. jaskinia została zinwentaryzowana na płytszym poziomie (28 m pod powierzchnią ziemi), a w 1981 roku już w głębszym dnie.
Jaskinia położona jest w północno-zachodniej części wzniesienia Świniuszka. Ze względu na pionowe usytuowanie otworów wejściowych i znacznej głębokości jest to jaskinia, która wymaga do zwiedzania użycia specjalistycznego sprzętu. Niebezpieczna ze względu na obsypujące się kamienie, jedna z głębszych na Jurze. Jaskinię tworzy pionowa szczelina, w których zaklinowane głazy utworzyły szereg poziomów. Stromy korytarzyk odchodzący od otworu wejściowego początkowo opada do niewielkiej salki, z której w głąb jaskini prowadzą dwie studnie. Na poziomie −13 m studnie te łączą się w jeden ciąg. Z korytarza, który przebiega na tym poziomie, dwa niezależne od siebie ciągi osiągają poziom −28 i −37 m (dno jaskini).
Podobnie jak w większości jaskiń o charakterze szczelinowym szata naciekowa jest tu dość uboga. Obecnie stanowią ją jedynie zniszczone nacieki w dolnych partiach jaskini.
Jaskinia została zinwentaryzowana w 1972 r. przez A. Górnego do znanego wówczas poziomu −28 m. W 1981 M. Czepiel zinwentaryzował ją według obecnie znanego stanu (−37 m), niemniej otwory jaskini znane były przez miejscową ludność od dawna.

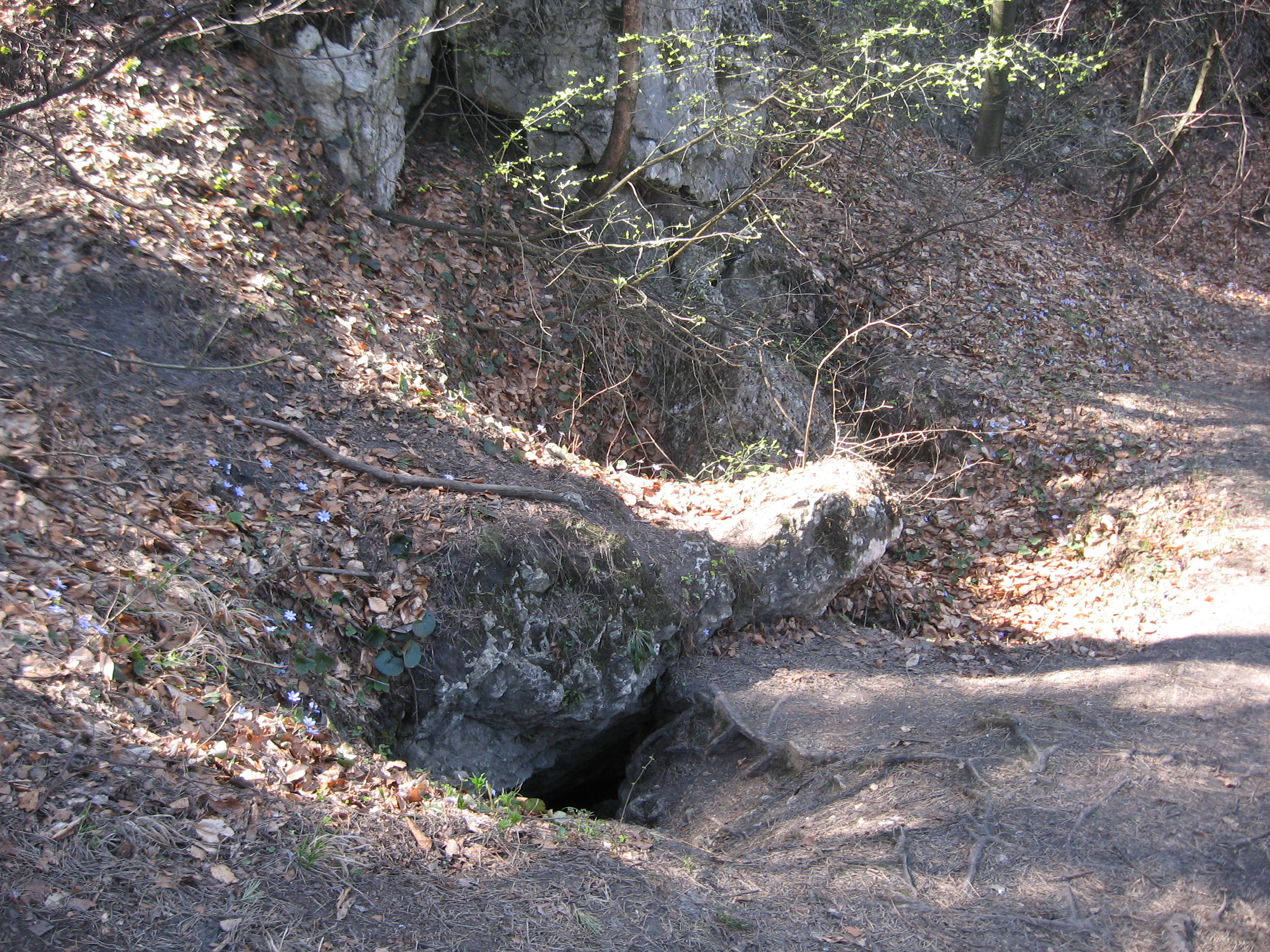
Jeden z otworów